# Borobia
Borobia ist ein Ort und eine Gemeinde (municipio) mit 228 Einwohnern (Stand: 2024) im Osten der Provinz Soria in der Autonomen Gemeinschaft Kastilien-León. Die katholische Kirchengemeinde gehört zum Bistum Osma-Soria; die Gemeinde ist Teil der bevölkerungsarmen Serranía Celtibérica.

## Lage
Der Ort Borobia liegt am Oberlauf des Río Manubles in der von Felsen und Hügeln durchsetzten Hochebene im Osten der Provinz Soria in einer Höhe von ca. 1130 m. Die Entfernung zur nordwestlich gelegenen Provinzhauptstadt Soria beträgt knapp 63 km (Fahrtstrecke). Die Gemeinde grenzt unmittelbar an die östlich gelegenen Autonome Gemeinschaft Aragón. Das Klima im Winter ist kalt, im Sommer gemäßigt bis warm; Regen (ca. 580 mm/Jahr) fällt verteilt übers ganze Jahr.

## Bevölkerungsentwicklung
| Jahr      | 1857 | 1900 | 1950 | 2000 | 2017 |
| Einwohner | 706  | 823  | 930  | 381  | 242  |

Die Mechanisierung der Landwirtschaft, die Aufgabe bäuerlicher Kleinbetriebe und der damit verbundene Verlust von Arbeitsplätzen führten in der zweiten Hälfte des 20. Jahrhunderts zu einem spürbaren Rückgang der Bevölkerung (Landflucht).

## Wirtschaft
Die Gemeinde lebte jahrhundertelang ausschließlich vom Getreideanbau (Gerste und Weizen), der hauptsächlich zur Selbstversorgung betrieben wurde; darüber hinaus war die Viehhaltung (Schafe, Ziegen, Hühner) von größter Bedeutung. Heute spielt die Landwirtschaft immer noch die wichtigste Rolle, doch sind auch Einnahmen aus dem Tourismus (Vermietung von Ferienwohnungen) hinzugekommen.

## Geschichte
Es gibt Hinweise auf eine keltiberische Siedlung mit Namen Virovias. Aus römischer Zeit stammen drei Grabstelen, die sich heute im Museum von Numantia befinden; in dieser Zeit lag der Ort an einer Straße, die Numantia (bei Garray) mit Bilbilis (Calatayud) und Caesaraugusta (Saragossa) verband. Nach der arabisch-maurischen Eroberung entvölkerten sich weite Gebiete im Norden der Iberischen Halbinsel. Im 10. Jahrhundert begann unter dem kastilischen Grafen Gonzalo Téllez die in der ersten Hälfte des 12. Jahrhunderts unter Alfons I. von Aragón vollendete Rückeroberung (reconquista) Altkastiliens. In dieser Zeit wurde Borobia von Siedlern aus dem christlichen Norden neu- oder wiederbesiedelt (repoblación). Im 14. Jahrhundert hatte der Ort unter dem kastilisch-aragonesischen „Krieg der beiden Peter“ zu leiden. Die örtliche Burg diente zur Sicherung der einstmals umkämpften Grenze – eine Situation, die jedoch durch die Eheschließung zwischen Isabella von Kastilien und Ferdinand von Aragón im Jahr 1469 hinfällig wurde.

## Sehenswürdigkeiten

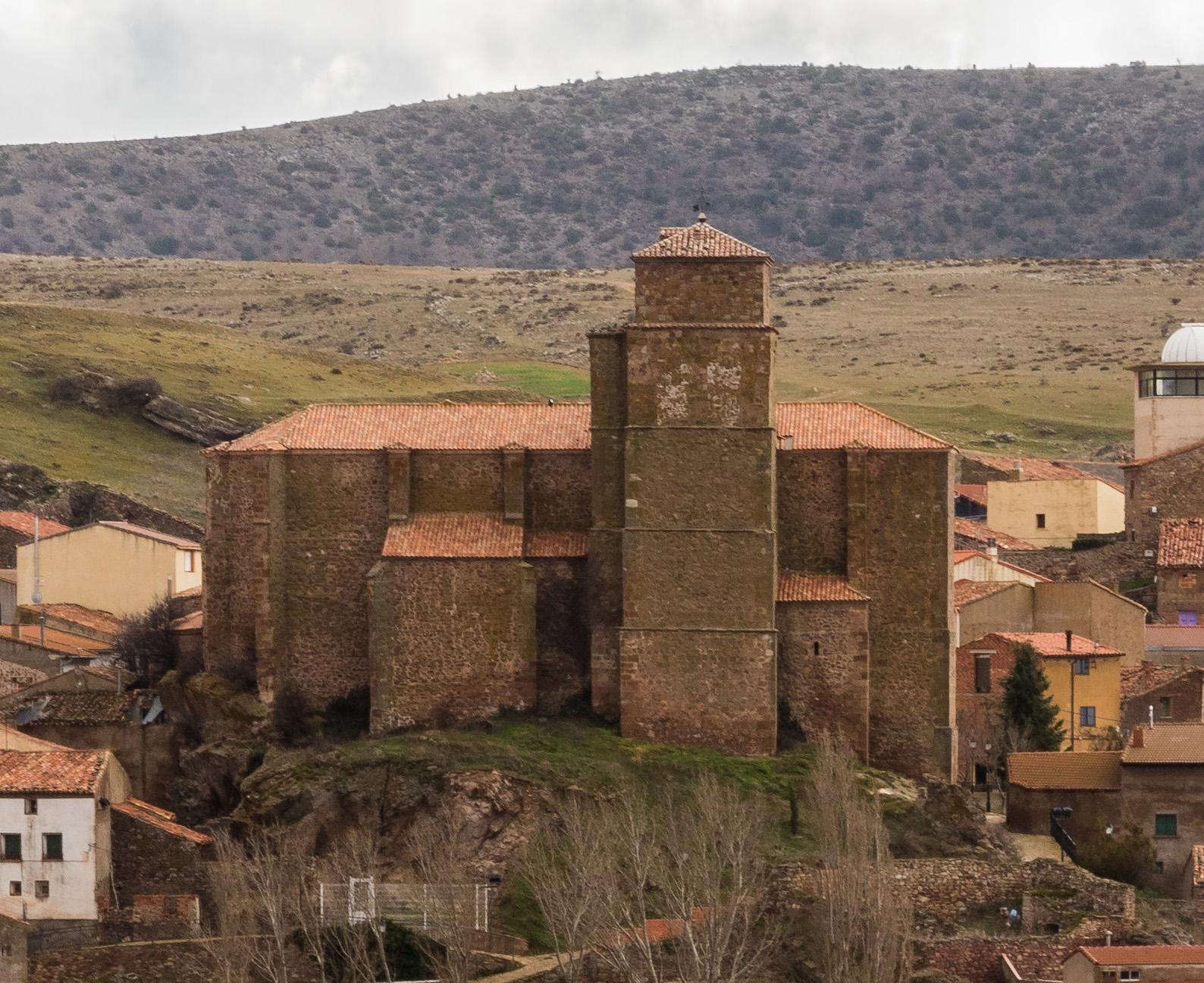
Kirche Nuestra Señora de la Asunción

- Überreste eines Keltiberischen Castrums wurden auf dem Gebiet der Gemeinde entdeckt.
- An der Stelle der mittelalterlichen Burg (castillo) erhebt sich heute ein Observatorium.[5]
- Die hochaufragenden, aber nahezu fensterlosen Mauern der im 16. Jahrhundert erbauten einschiffigen Kirche Nuestra Señora de la Asunción vermitteln ein eher wehrhaftes Bild. Der Glockenturm (camapanar) ragt nur geringfügig über das Dach der Kirche hinaus. Die dreibogige Südvorhalle (portico) ist das einzige Bauteil mit einer offeneren Wirkung. Das Kirchenschiff (nave) und die Apsis werden von einem Sterngewölbe bedeckt; das Altarretabel (retablo) enthält mehrere Gemälde.[6]
- Eine Sonnenuhr aus dem 16. Jahrhundert befindet sich an einem Haus des Ortes.
- Die angeblich bereits im 13. Jahrhundert gegründete Ermita de Nuestra Señora de Los Santos befindet sich am Ortsrand. Der Bau stammt aus dem 18. Jahrhundert.